# NAZ (azienda)
NAZ Co., Ltd. (株式会社 NAZ?, kabushiki-gaisha nazu) è uno studio di animazione giapponese con sede a Musashino, nella prefettura di Tokyo. È conosciuto per aver animato la prima stagione di Hamatora e l'adattamento anime di Dramatical Murder, una visual novel BL di Nitro+.

## Produzioni

### Serie TV
- Hamatora (2014)
- Dramatical Murder (2014)
- Hajimete no gal (2017)
- Angolmois: genkō kassen-ki (2018)
- Good Night World (2023)

### Progetti a cui hanno assistito
- Danganronpa: The Animation (2013) - Assistenza alla produzione (ep. 6)
- Space Dandy 2 (2014) - Animazione degli In-Between (ep 6-7, 9-10, 13)
- Re:␣Hamatora (2014) - Supervisione dell'animazione (in collaborazione con Lerche); produzione
- It Girl (2014) [1] - Video musicale di Pharrell Williams
- Sora no method (2014) - Animazione degli In-Between